# DDR-Meisterschaften im Schwimmen 1990

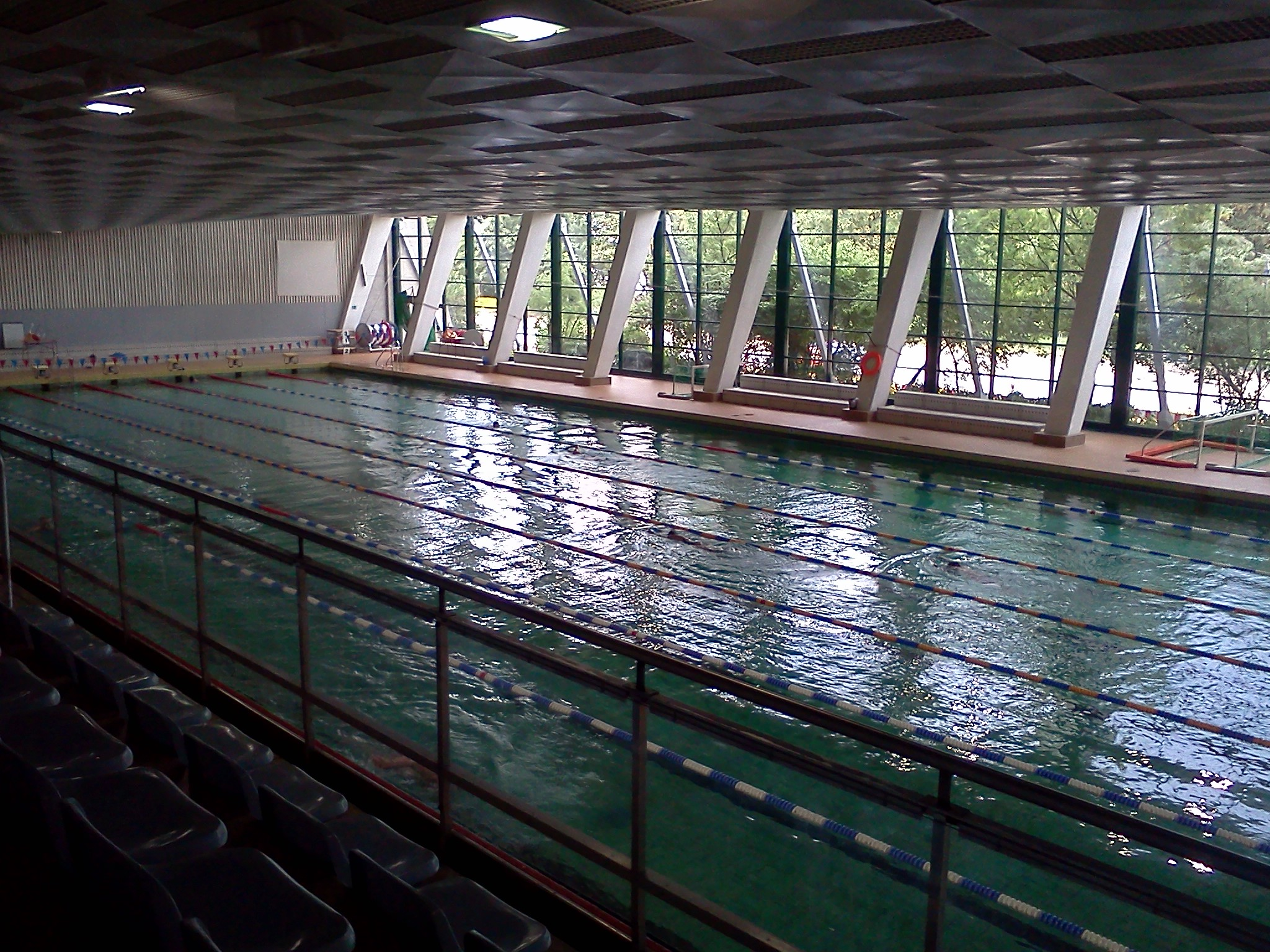
Austragungsort der DDR-Meisterschaften im Schwimmen 1990

Die DDR-Meisterschaften im Schwimmen wurden 1990 zum 41. und letzten Mal ausgetragen und fanden vom 24. bis 27. Mai in der  Schwimmhalle am Freiberger Platz in Dresden statt, bei denen auf 32 Strecken (16 Herren/16 Damen) die Meister ermittelt wurden. Mit fünfzehn Titeln war der SC Berlin die erfolgreichste Mannschaft und stellte mit Katrin Meißner, Manuela Stellmach und Steffen Zesner, die jeweils vier Titel gewannen, die erfolgreichsten Sportler dieser Meisterschaft.

## Herren
| Wettbewerb          | Gold                                                                         | Gold         | Silber                                | Silber       | Bronze                                | Bronze       |
| 050 m Freistil      | Ingolf Rasch SC Berlin                                                       | 23,32 s      | Olaf Ahlers SC Empor Rostock          | 23,57 s      | Dirk Richter Dresdner SC              | 23,63 s      |
| 100 m Freistil      | Steffen Zesner SC Berlin                                                     | 51,39 s      | Ingolf Rasch SC Berlin                | 51,49 s      | Andreas Szigat ASK Vorwärts Potsdam   | 51,55 s      |
| 200 m Freistil      | Steffen Zesner SC Berlin                                                     | 1:50,59 min  | Christian Geßner SC Turbine Erfurt    | 1:51,38 min  | Uwe Daßler ASK Vorwärts Potsdam       | 1:51,39 min  |
| 400 m Freistil      | Jörg Hoffmann ASK Vorwärts Potsdam                                           | 3:52,70 min  | Sebastian Wiese ASK Vorwärts Potsdam  | 3:53,35 min  | Carsten Kühlmorgen SC Karl-Marx-Stadt | 3:55,51 min  |
| 1500 m Freistil0    | Jörg Hoffmann ASK Vorwärts Potsdam                                           | 15:13,29 min | Carsten Kühlmorgen SC Karl-Marx-Stadt | 15:26,48 min | Sebastian Wiese ASK Vorwärts Potsdam  | 15:33,01 min |
| 100 m Brust         | Ralph Färber SC DHfK Leipzig                                                 | 1:03,97 min  | Raik Hannemann SC Berlin              | 1:04,13 min  | Marcel Häckel ASK Vorwärts Potsdam    | 1:04,95 min  |
| 200 m Brust         | Robert Seibt TSC Berlin                                                      | 2:22,41 min  | Marcel Häckel ASK Vorwärts Potsdam    | 2:23,28 min  | Rajko Legler SC Chemie Halle          | 2:24,05 min  |
| 100 m Schmetterling | Thilo Haase BSG Post Berlin                                                  | 55,32 s      | Marc Seelig TSC Berlin                | 57,86 s      | Steffen Smollich SC Chemie Halle      | 57,92 s      |
| 200 m Schmetterling | Carsten Kühlmorgen SC Karl-Marx-Stadt                                        | 2:01,92 min  | Raik Hannemann SC Berlin              | 2:02,49 min  | Matthias Wolff SC Empor Rostock       | 2:07,33 min  |
| 100 m Rücken        | Tino Weber SC Chemie Halle                                                   | 56,76 s      | Dirk Richter Dresdner SC              | 56,82 s      | Torsten Kaiser Dresdner SC            | 57,30 s      |
| 200 m Rücken        | Dirk Richter Dresdner SC                                                     | 2:01,51 min  | Michael Marcinkowski SC Berlin        | 2:03,36 min  | Tino Weber SC Chemie Halle            | 2:04,04 min  |
| 200 m Lagen         | Raik Hannemann SC Berlin                                                     | 2:03,34 min  | Christian Geßner SC Turbine Erfurt    | 2:03,37 min  | Patrick Kühl ASK Vorwärts Potsdam     | 2:05,42 min  |
| 400 m Lagen         | Patrick Kühl ASK Vorwärts Potsdam                                            | 4:20,09 min  | Christian Geßner SC Turbine Erfurt    | 4:22,79 min  | Rajko Legler SC Chemie Halle          | 4:30,00 min  |
| 4 × 100 m Freistil  | SC Berlin Silko Günzel Ingolf Rasch Steffen Zesner Dirk Bludau               | 3:27,74 min  | Dresdner SC                           |              | SC Empor Rostock                      |              |
| 4 × 200 m Freistil  | ASK Vorwärts Potsdam Uwe Daßler Andreas Szigat Sebastian Wiese Jörg Hoffmann | 7:37,51 min  | SC Berlin                             | 7:40,97 min  | SC Karl-Marx-Stadt                    | 7:46,66 min  |
| 4 × 100 m Lagen     | SC Berlin Steffen Gröhst Raik Hannemann Ingolf Rasch Steffen Zesner          | 3:50,09 min  | SC DHfK Leipzig                       | 3:52,31 min  | ASK Vorwärts Potsdam                  | 3:54,35 min  |

## Damen
| Wettbewerb          | Gold                                                                      | Gold        | Silber                             | Silber      | Bronze                            | Bronze      |
| 050 m Freistil      | Daniela Hunger SC Berlin                                                  | 26,27 s     | Sabina Schulze SC DHfK Leipzig     | 26,56 s     | Regina Dittmann SC Empor Rostock  | 26,61 s     |
| 100 m Freistil      | Katrin Meißner SC Berlin                                                  | 56,73 s     | Kerstin Kielgaß SC Berlin          | 56,94 s     | Manuela Stellmach SC Berlin       | 56,96 s     |
| 200 m Freistil      | Manuela Stellmach SC Berlin                                               | 2:01,20 min | Heike Friedrich SC Karl-Marx-Stadt | 2:01,80 min | Kerstin Kielgaß SC Berlin         | 2:01,86 min |
| 400 m Freistil      | Heike Friedrich SC Karl-Marx-Stadt                                        | 4:12,09 min | Anke Möhring SC Magdeburg          | 4:12,64 min | Jana Henke ASK Vorwärts Potsdam   | 4:12,80 min |
| 800 m Freistil      | Grit Müller ASK Vorwärts Potsdam                                          | 8:33,21 min | Jana Henke ASK Vorwärts Potsdam    | 8:38,15 min | Astrid Strauß TSC Berlin          | 8:44,89 min |
| 100 m Brust         | Daniela Brendel SC Berlin                                                 | 1:11,49 min | Annett Rex TSC Berlin              | 1:12,29 min | Jana Dörries ASK Vorwärts Potsdam | 1:12,44 min |
| 200 m Brust         | Daniela Brendel SC Berlin                                                 | 2:34,03 min | Jana Dörries ASK Vorwärts Potsdam  | 2:35,07 min | Annett Rex TSC Berlin             | 2:38,81 min |
| 100 m Schmetterling | Christiane Sievert SC DHfK Leipzig                                        | 1:01,59 min | Katrin Jäke SC DHfK Leipzig        | 1:02,33 min | Susanne Müller SC Turbine Erfurt  | 1:02,99 min |
| 200 m Schmetterling | Kathleen Nord SC Magdeburg                                                | 2:13,05 min | Katrin Jäke SC DHfK Leipzig        | 2:15,37 min | Susanne Müller SC Turbine Erfurt  | 2:16,54 min |
| 100 m Rücken        | Anja Eichhorst SC Empor Rostock                                           | 1:03,27 min | Dagmar Hase SC Chemie Halle        | 1:03,39 min | Susanne Krause TSC Berlin         | 1:04,60 min |
| 200 m Rücken        | Dagmar Hase SC Chemie Halle                                               | 2:14,34 min | Anja Eichhorst SC Empor Rostock    | 2:16,25 min | Katrin Wessel SC Magdeburg        | 2:16,52 min |
| 200 m Lagen         | Daniela Hunger SC Berlin                                                  | 2:17,22 min | Sabine Herbst SC DHfK Leipzig      | 2:18,93 min | Kathleen Nord SC Magdeburg        | 2:19,95 min |
| 400 m Lagen         | Grit Müller ASK Vorwärts Potsdam                                          | 4:45,31 min | Kathleen Nord SC Magdeburg         | 4:53,54 min | Diana Block ASK Vorwärts Potsdam  | 4:55,27 min |
| 4 × 100 m Freistil  | SC Berlin Daniela Hunger Manuela Stellmach Kerstin Kielgaß Katrin Meißner | 3:51,56 min | SC DHfK Leipzig                    | 3:55,23 min | SC Empor Rostock                  | 3:57,84 min |
| 4 × 200 m Freistil  | SC Berlin Katrin Meißner Kerstin Kielgaß Simone Hellmer Manuela Stellmach | 8:12,86 min | SC Chemie Halle                    |             | ASK Vorwärts Potsdam              |             |
| 4 × 100 m Lagen     | SC Berlin Lenze Daniela Brendel Katrin Meißner Manuela Stellmach          | 4:18,2 min  | SC DHfK Leipzig                    | 4:18,3 min  | SC Empor Rostock                  | 4:18,4 min  |

## Medaillenspiegel

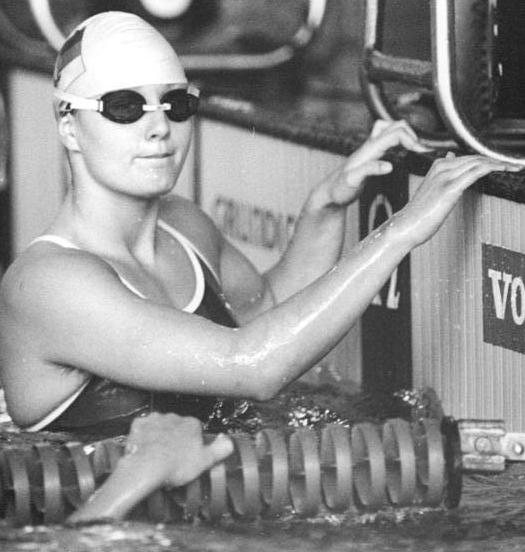
Daniela Hunger Siegerin über 50 m Freistil der Damen

| Platz | Verein                        | Verein               | Gold | Silber | Bronze | Total |
| ----- | ----------------------------- | -------------------- | ---- | ------ | ------ | ----- |
| 01    | Logo vom SC Berlin            | SC Berlin            | 150  | 6      | 2      | 23    |
| 02    | Logo vom ASK Vorwärts Potsdam | ASK Vorwärts Potsdam | 6    | 4      | 100    | 20    |
| 03    |                               | SC DHfK Leipzig      | 2    | 7      | –      | 09    |
| 04    | Logo vom SC Chemie Halle      | SC Chemie Halle      | 2    | 2      | 4      | 08    |
| 05    | Logo vom SC Karl-Marx-Stadt   | SC Karl-Marx-Stadt   | 2    | 2      | 2      | 06    |
| 06    | Logo vom SC Empor Rostock     | SC Empor Rostock     | 1    | 2      | 5      | 08    |
| 07    | Logo vom TSC Berlin           | TSC Berlin           | 1    | 2      | 3      | 06    |
| 08    | Logo vom Dresdner SC          | Dresdner SC          | 1    | 2      | 2      | 05    |
| 08    | Logo vom SC Magdeburg         | SC Magdeburg         | 1    | 2      | 2      | 05    |
| 10    | Logo der BSG Post Berlin      | BSG Post Berlin      | 1    | –      | –      | 01    |
| 11    | Logo vom SC Turbine Erfurt    | SC Turbine Erfurt    | –    | 3      | 2      | 05    |
|       | Total                         | Total                | 32   | 32     | 32     | 96    |